# Kościół św. Andrzeja Apostoła w Barczewie
Kościół św. Andrzeja Apostoła w Barczewie – gotycki kościół wzniesiony pod koniec XIV w. wraz z klasztorem franciszkanów konwentualnych (prowincji saskiej), odbudowany na przełomie XVI i XVII w. w stylu postgotyku i przekazany bernardynom z prowincji polskiej.

## Historia
W przywileju lokacyjnym Barczewa z 6 lipca 1364 r. biskup warmiński Jan Stryporck przekazywał franciszkanom parcelę położoną przy wschodnim odcinku murów obronnych miastach. Kościół i klasztor powstały w kilku etapach. Jeszcze końcu XIV w. powstało prezbiterium, którego ściana wschodnia została nadbudowana na mur obronny. W 1414 r. podczas wojny głodowej Barczewo zostało złupione, a klasztor i kościół franciszkanów spalony. W 1 poł. XV w. kościół został odbudowany i rozbudowany o korpus nawowy. W tym czasie gotycki klasztor składał się z co najmniej dwóch skrzydeł: wschodniego i południowego (z krużgankiem). W okresie reformacji konwent zakonny opustoszał, a klasztor ostatecznie opustoszał w 1554 r. W 1565 r. w dawnym klasztorze mieszkali świeccy, w tym kobiety z dziećmi.

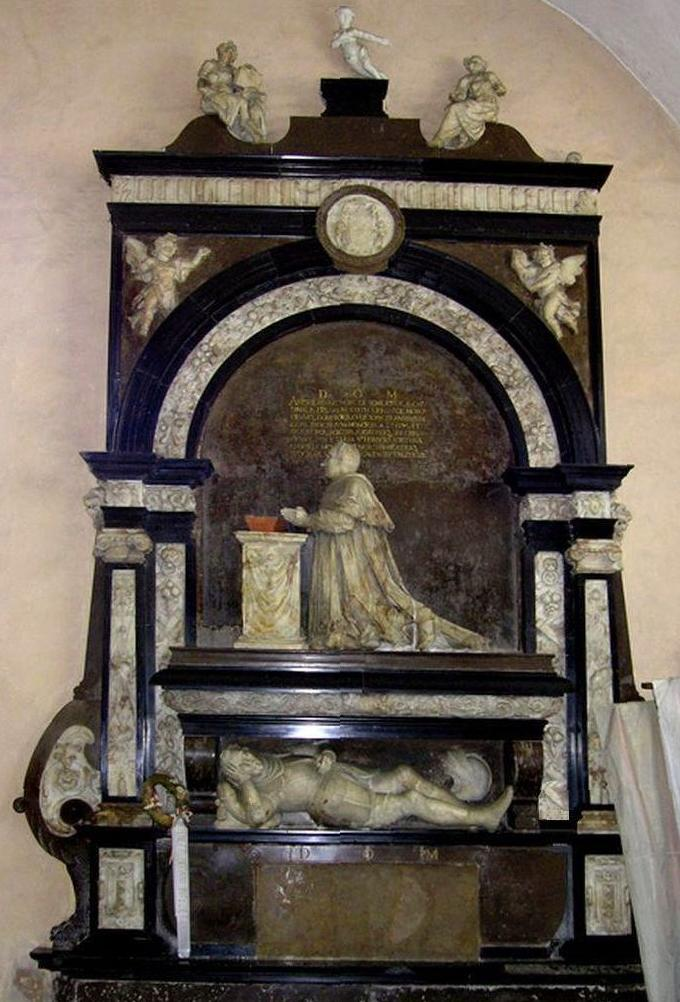
Cenotaf Andrzeja i Baltazara Batorych

W 1589 r. bratanek króla Stefana Batorego, kardynał Andrzej Batory, został biskupem warmińskim (już od 1584 r. był biskupem koadiutorem). Jak władca dominium biskupiego zdecydował się wskrzesić klasztor. Do odbudowy świątyni i klasztoru Batory przystąpił w 1594 r., przekazując go ostatecznie w 1597 r. polskiej prowincji bernardynów. Zakonnicy przybyli do Barczewa latem 1598 r. Przy kościele kardynał Andrzej Batory zaczął wznosić kaplicę kopułową, dla zamówionego u Willem van den Blocke z Gdańska podwójnego nagrobka jego i jego brata Baltazara. Odsłonięty 1 września 1598 r. kilkanaście tygodni przed wyjazdem Andrzeja do Siedmiogrodu.
Dzieło odbudowy kościoła ukończył biskup Szymon Rudnicki - 3 listopada 1610 r. konsekrował świątynię. Jeden z jego kanoników - Wawrzyniec Koch ufundował w 1615 r. manierystyczne stalle, a na początku lat 20. XVII w. wparł budowę skrzydła zachodniego klasztoru z biblioteką. Rozkwitający klasztor bernardynów został splądrowany przez wojska szwedzkie w 1629 r. - zakonnicy starając się ukryć kosztowności ukryli garniec z 1084 drobnymi monetami pod posadzką prezbiterium. 
W połowie XVII w. zaczął rozwijać się w Barczewie kult św. Antoniego. Biskup Wacław Leszczyński wsparł rozbudowę dawnej kaplicy Batorych, która otrzymała wówczas wezwanie św. Antoniego. W 2 poł. XVII w. doszło do fundacji nowych ołtarzy - mariackiego i św. Antoniego oraz budowy empory organowej.
Istotne zmiany w architekturze wnętrza świątyni przyniosły czasu saskie. W latach 1732-36 Jan Chrystian Schmidt wzniósł ołtarz główny fundowany z pieniędzy rajcy Jana Zilta (Citta). Ten sam rzeźbiarz w latach 1736-1748 wykonał jeszcze pięć ołtarzy boczne. Natomiast jego syn - Christian Bernard Schmidt, niedługo po przejęciu warsztatu ojca, w 1766 r. zbudował dla kościoła ambonę (była to czwarta ambona w kościele: po dwóch gotyckich i manierystycznej). W latach 80. XVIII w. przebudowa elewację zachodnią w stylu późnobarokowym (architekt: Ernst Mahsur); dodano też kruchtę. 
Mimo że dekret o sekularyzacji klasztorów w Królestwie Prus wydano w 1810 r., do kasaty klasztory w Barczewie przystąpiono dopiero dwadzieścia lat później. Ostatecznie w 1833 r. klasztor został zlikwidowany, a w jego zabudowaniach urządzono więzienie. Dzięki wysiłkom biskupa warmińskiego Józefa von Hohenzollerna oraz lokalnej społeczności, świątyni pozostała przy katolikach. Nietrafione próby przebudowy klasztoru na więzienie i pożar z 1846 r. spowodował, że zakład karny zaczęto rozbudowywać na terenie dawnego folwarku bernardyńskiego na wschód od klasztoru. Zabudowania klauzury rozebrano pozostawiając jedynie fragment skrzydła wschodniego i południowe ramie krużganka przylegające do kościoła.  Kościół poddano pracom restauratorskim w latach 90. XIX w.
W 1945 r. relikty klasztoru zostały zniszczone, a kościół nieznacznie uszkodzony (m.in. ubytki w szczycie zachodnim). Mimo wpisania świątyni do rejestru zabytku w 1957 r., decyzja ta nie uratowała ruin dawnego skrzydła południowego klasztoru - brak środków na ich odbudowę spowodował, że rozebrano je zimą 1957/1958.. W 1982 r. franciszkanie odzyskali świątynie, wznosząc przy niej dom zakonny. Po utworzeniu w 1991 Prowincji św. Franciszka z Asyżu konwent w Barczewie wszedł w skład tejże prowincji; zakonnicy podejmowali próby zabezpieczenia i polepszenia stanu zabytku. Dopiero ostatnie prace konserwatorskie prowadzono w latach 2018-2023 przyczyniły się do jego znaczącej poprawy (objęły elewacje, dach, wnętrze prezbiterium i kaplicy św. Antoniego - do dokończenia pozostaje wnętrze nawy).